# نزار محمد سعيد
نزار محمد سعيد آميدي هو وزير البيئة العراقي في حكومة محمد شياع السوداني ابتداءً من 3 كانون الأول سنة 2022 حتى استقالتن في نهاية تشرين الأول 2024. كان قبل ذلك مديراً لمكتب رئيس الجمهورية في عهد الرؤساء فؤاد معصوم وبرهم صالح وقليلٍ من عهد عبد اللطيف رشيد.